# John Maddock
John Maddock (Hobart, 19 ottobre 1951) è un ex cestista australiano.

## Carriera
Con l'Australia ha disputato i Giochi olimpici del 1976 e due edizioni dei Campionati del mondo (1974, 1978).